# Sabrina Colie
 Sabrina Diana Colie là một diễn viên và là một đạo diễn phim và sân khấu. Cô sinh ra ở Mandeville, Jamaica và hiện cư trú tại thành phố New York. 

## Giáo dục
Colie hoàn thành chương trình giáo dục tiểu học của mình tại Mt. St. Joseph Preparatory và trường trung học và mẫu thứ sáu tại Manchester High, Mandeville nơi cô là thủ khoa. Cô theo học trường Sân khấu tại Đại học Nghệ thuật Trực quan và Nghệ thuật Biểu diễn Edna Manley trước khi trúng tuyển vào Đại học Colgate, từ đó cô tốt nghiệp năm 2005 với bằng Cử nhân Nghệ thuật chuyên ngành Sân khấu và Pháp, sau đó là Thạc sĩ Nghệ thuật Điện ảnh trường cao đẳng thành phố CUNY.

## Sự nghiệp
Colie là một nữ diễn viên phụ trong bộ phim dài nhất Destiny của Jamaica. (2014)  Cô đã diễn xuất trong nhiều vở kịch Off Off  và sản xuất và đạo diễn các bộ phim ngắn cho mạch liên hoan phim.

## Tuổi thơ
Colie và anh chị em ruột và trẻ nhất của cô, được sinh ra từ một giáo viên và nhà viết kịch của tổ tiên người châu Phi và Scotland và một kỹ sư cơ khí của tổ tiên Ấn Độ.